# Merkantilisme
Merkantilisme er en betegnelse til sammenfatning af de økonomiske tanker, der var fremherskende i Europa i tiden fra skattestatens gennembrud til liberalismens gennembrud, det vil sige i 1600- og 1700-tallet. Disse tanker gik ud på at fremme en varieret struktur i næringslivet og udvikle andre næringsveje end landbruget, som da var den fremherskende levevej. Til trods for fællesbetegnelsen må det fastslås, at de merkantilistiske tanker gennemgik en betydelig udvikling med tiden, og at de fik en noget uens udformning i de enkelte lande betinget af disses forskellige forudsætninger; desuden var der naturligvis nuancer i den vægt, der lagdes hos forskellige forfattere på de enkelte virkemidler. Alligevel vil det være rimeligt at betragte dem som holdende sig inden for samme tankegang, idet udgangspunktet (eller snarere endemålet) var bullionisme, der antager, at ens formuestørrelse (personlig eller national) er udtrykt i hvor meget ædelmetal (guld, sølv, platin med videre) man råder over. Denne bullionisme havde sin oprindelse i senmiddelalderen og prægede gennem hele oplysningstiden de tanker, som netop fandt deres udtryk i merkantilismen.
Merkantilismen blev for alvor en eksponent for datidens handel, og førte til kolonialismen som følge af, at kolonimagterne (England, Frankrig, Holland, Spanien, men også Danmark) forsøgte at undgå samhandel med produkter, de ikke selv kunne producere. Derfor udvidede disse nationer deres territorier (blandt andet i Afrika, Vestindien og Fjernøsten) for at få adgang til råvarer, de ellers ville være nødt til at købe sig til så som sukker, gummi, silke, krydderier, træ, diamanter og ædelstene. De ville i modsat fald være nødt til at give afkald på dele af deres ædelmetalbeholdning for at betale for et givet køb af en vare, der var behov for, hvilket var i modstrid med merkantilismens grundide: at ophobe formue i form af ædelmetal.
Af interessante konsekvenser af den aggressive protektionistiske handelspolitik, som merkantilismen førte med sig, kan fremhæves den nordamerikanske revolution (1776 og fremefter), som startede blandt andet på grund af voldsom utilfredshed med de skatter og toldsatser, som det britiske hjemland pålagde de daværende nordamerikanske kolonier, blandt andet toldsatserne på te – jævnfør "The Boston Tea Party" og "The Stamp Act".

## Oprindelse og anvendelse
Begrebet merkantilisme blev først udformet af fysiokraten Marquis de Mirabeau i 1763 og vandt udbredelse takket være Adam Smiths "Nationernes Velstand" fra 1776, hvor den formulerede økonomiske politik kritiseres. Begrebet blev hurtigt overtaget af historikere, der heri så en velegnet måde at sammenfatte datidens tankegang i et enkelt rammende udtryk.

## Merkantilisme som led i enevældens opbygning
Merkantilisme indgik som et betydningsfuldt led i datidens statspolitiske bestræbelser for at opbygge de moderne, nationale stater, der med en enevældig fyrstemagt som midtpunkt rejste sig på domænesamfundets ruiner. Idet rammerne for middelalderens snævert begrænsede stedøkonomi sprænges og adelsvældets magt blev knækket ved de nye statsdannelser, opstod behovet for af skaffe statsindtægter for et styre med mere arealomfattende virkerammer. Med merkantilismen fødtes derfor den egentlige national- eller statsøkonomi, ikke som videnskab, men som politisk-økonomisk statsmandskunst, hvis mål det i første række var at sikre statskassen kilder til dækning af udgifterne
- til den store hær, som en udvidelseslysten krigs- og kolonialpolitik nødvendiggjorde,
- til et stort og kostbart hofhold,
- til den nye, lønnede embedsstand.

At skaffe penge til staten og at bevare pengene i landet blev derfor merkantilismens første og sidste bud, dens løsen i at opbygge et nationalt mønt- og finansvæsen indad og udad en gunstig handelsbalance med et overskud af rede penge ved opgørelsen af landets samlede handelsomsætning med udlandet.
Foruden opbygningen af en stærk centraliseret statsmagt var der andre træk i tiden som fremmede merkantilistisk tankegang. Således skete en stærk teknologisk udvikling af skibsfarten og ligeledes en kraftig vækst i byområder, hvilke begge virkede til fremme af den internationale samhandel. Det var – set i dette lys – naturligt, at merkantilisterne lagde vægt på at udvikle på hvilken måde en sådan stigende samhandel kunne tjene statens interesser. Endvidere må det siges, at de umiddelbart gode erfaringer med hensyn til oprettelsen af kolonier kunne virke understøttende for en argumentation til yderligere støtte for denne udvikling. Sammen med den samtidige udvikling inden for krigsvæsenet, der fordyrede denne og bevirkede voksende finansieringsbehov, blev tidens træk at hævde dels, at denne udvikling var en fordel, dels at vise veje til finansieringen af denne, dels at forene nationale argumenter med en støtte til den fremvoksende statsform.
Vanskeligheden ved denne tankegang var, at den rummede et konfliktpræget syn på omgivelserne, hvor hensynet til egne interesser så at sige måtte ske på bekostning af andre lande. Merkantilismen udviklede sig efterhånden til at blive en af og for staten ordnet, altomfattende handelspolitik med landsfaderlig forsynlig regulering af næringslivet, ofte hårdhændet nedbrydende skranker for dettes fri vækst, men lige så ofte skabende nye ved begunstigelser, monopoler (enerettigheder) og koncessioner. Nok betegnede merkantilismen en frigørelse af de økonomiske kræfter og en udvidelse af genstandsfeltet sammenlignet med den middelalderlige natural- og lokaløkonomi, men sammenlignet med en senere tids samfundsøkonomi må den karakteriseres som ensidig: over alt dannede merkantilismen et udslag af en i sine ytringsformer utilsløret national egoisme; under dens herredømme var den enkelte stat sig selv nok; andre stater var fjender, det gjaldt at afpresse deres guld. For den merkantilistiske opfattelse var den internationale handel en slags krig, og kommercielle interessespørgsmål, kamp om markedet blev hyppigt årsag til virkelige krige. Afspærring udad, selvtilstrækkelighed, koncentration indad var målet, for gennem centralisering af alle landets økonomiske og politiske kræfter at skabe en stærk, uafhængig og konkurrencedygtig stat.

## Tankegang
Merkantilismen hvilede på to målsætninger: en rettet mod de indenrigske forhold og en rettet mod rigets forhold til omverdenen.

### Enhedsstaten
I middelalderen havde statens styring af de økonomiske liv ligget på det stedlige plan: man havde rettet opmærksomheden mod dels at styre den økonomiske virksomhed ved købstadsrettigheder og andre privilegier, dels opkræve afgifter (fx accise) ved indførsel til og udførsel fra købstæderne og ved varefragt mellem de forskellige landsdele. Efterhånden blev det imidlertid klart, at det var ønskeligt med en samlet (centraliseret) styring og kontrol fra samfundets side til gavn for almenvellet. Merkantilisterne gjorde det derfor til et mål at skabe et enhedssystem, der fjernede splittelse og uligheder inden for de til samme stat hørende landområder med hensyn til toldvæsen, møntfod, mål, vægt, næringslovgivning og andre forhold, der greb ind i ellere styrede undersåtternes økonomiske virke. I det store og hele skulle det dog blive begrænset, hvad der opnåedes i denne retning; Sveriges toldenhed blev et af de få udfald. For Danmarks vedkommende kan Ole Rømers bestræbelser på at skaffe landet et fælles målesystem nævnes. Af andre indgreb kan nævnes dels bestræbelserne på at ophæve lavene eller i det mindste begrænse deres indflydelse, dels ved alskens privilegier som skattefrihed, lån, monopoler med videre at fremme udviklingen af en indenlandsk manufaktur- og fabriksvirksomhed, der ikke blot kunne tilfredsstille det hjemlige behov, men tillige afsætte på det udenlandske marked. Man så i de store klasser af omkringstrejfende tiggere grundlaget for at skaffe industrien billig arbejdskraft til en lav arbejdsløn.

### Kolonier og udenrigshandel
I forhold til omverdenen blev det merkantilisternes mål først og fremmest at sikre en positiv handelsbalance, det vil sige større vareudførsel end vareindførsel. Udførsel af ædelmetaller skulle forhindres eller begrænses mest muligt, indførsel af ædle metaller skulle derimod fremmes og ophobes som formue. Disse tanker blev med tiden udvidet med hensyn til råstofpolitik: egne råstoffer skulle forblive i landet og forædles her til gavn for sysselsætningen, hvorefter de forædlede varer kunne eksporteres til gavn for handelbalancen. Gennem udførselstold vanskeliggjorde man udførsel af råstoffer. Mangel på hjemlige råstoffer søgtes modvirket ved oprettelsen af råstofrige kolonier i de fjerne, hvorfra råstoffer til forædling kunne hjemtages – helst på egne skibe til gavn for forsyningssikkerhed og sysselsætning både for skibsbyggere og for søfolk. Et middel til fremme af denne udvikling blev oprettelsen af egne statsunderstøttede handelskompagnier og lovindgreb for at hindre fremmede skibe i at besejle hjemlige farvande, desuden anvendtes høje toldafgifter eller ligefremme indførselsforbud for at hæmme indførsel af fremmede varer, mens eksporten af færdige varer fremmedes ved udførselspræmier, og afsætningen lettedes ved indgåelse af handelstraktater.

## Den merkantilistiske teoris udvikling
Merkantilismens grundsætninger blev ikke samlet formulerede af dens egne talsmænd; de udkrystalliseres så at sige af dens praksis. Denne praksis hvilede ikke desto mindre på forskellige mere eller mindre udbredte skriftlige, teoretiske (eller snarere propagandistiske) arbejder. Tidens litteratur er kendetegnet ved en rig udgivelse af brochurer og andre skrifter, ofte udgivne i særlige sammenhænge men ikke desto mindre til tider med stor indflydelse. Dette gælder især England, hvor navne som Hales, Francis Bacon, Malynes, Misselden, Thomas Mun, Culpeppar (far og søn), Josiah Child, Davenant, William Petty, Gee samt James Steuart må fremhæves, desuden i Nederlandene Peter de la Court, i Frankrig blandt andre Montchrétien og Melon, i Sverige Johan Risingh, Anders Berch, Anders Nordencrantz, Salander og Johan Fredrik Kryger, i de tyske områder Seckendorff, Johan Joachim Becher, Philipp Wilhelm von Hornick og Johann Heinrich Gottlob von Justi.

### Baggrund
Merkantilismen kan ses som et opgør med den middelalderlige, skolastiske økonomiske tankegang under indtryk af kristendommens ideer om retfærdighed og fromhed og inspireret af Aristoteles og Platon, der lagde hovedvægten på udveksling mellem individer (det vil sige mikroøkonomi) og afviste ophobning af rigdom og den hermed forbundne udlån mod rente (der opfattedes som åger og derfor i den kristelige tankegang en synd). Med merkantilismen vendes blikket derimod mod statens samlede økonomi (det vil sige makroøkonomi) og vægten flyttedes derfor over til sikringen af en sund samlet samfundsøkonomi, hvilket man satte sammenfaldende med sikringen af et nettooverskud i samhandelen med udlandet, der kunne inddrages af staten (kronen) for derved at blive brugt til samfundsnyttige (ret beset statslige) opgaver så som sikringen af en stærk hær (ofte af lejesoldater), opbygningen af en mere sammensat samfundsøkonomi ikke alene hvilende på landbruget og ikke mindst med statens behov for øje i form af manufakturer og fabrikker samt opbygningen af et statstrofast lønnet embedsvæsen. Hvor staten tidligere i kraft af naturaløkonomien i stor udstrækning havde måtte trække på den bønderne pålagte pligt til at stille arbejdskraft til rådighed, skulle staten nu i kraft af den fremvoksende pengeøkonomi i højere grad blive i stand til at hidkalde lønnede fagfolk til sådanne opgaver.

### Bullionisme
Merkantilismen har sin rod i bullionismen, der trængte frem under indtryk af de voksende tilstrømninger af sølv fra kolonierne på det amerikanske kontinent. Omkring 1600 udviklede Jean Bodin i sit skrift De la République fra 1576, Thomas Gresham, John Hales og Thomas Milles den tanke, at netop en stats beholdning af ædle metaller kunne tages som måleligt udtryk for dens økonomiske (og militære) styrke. Guld og sølv blev brugt ved betaling for lejehære, våben, ved opbygning af flåder samt ved internationale alliancer. Man erkendte snart, at denne da kun få lande havde tilgang til guld- og sølvminer, måtte andre lande skaffe sig disse værdier ved en gunstig handelsbalance, der kunne sikre tilstrømningen af penge eller ædle metaller. Derfor anså man dels, at landene burde udføre flere varer end de indførte, dels var forbud mod udførsel af ædle metaller en logisk konsekvens af denne tankegang.
Denne tankegang vandt frem ikke mindst i England, hvor man anså handelsoverskud og opbygning af en handelsflåde som vigtige skridt i denne målsætning. Følgelig blev indførsel af råvarer fremmet ved lave priser, mens udførsel af fødevarer og forædlede varer blev begrænset ved høje toldsatser. Disse skulle sikre, at priserne i hjemlandet forblev lave og dermed at lønningerne ved den hjemlige produktion kunne holdes nede og produktionsomkostningerne reduceres. Et forbud mod udførsel af ædle metaller blev indført år 1600.

### Manufakturer og fabrikker
I Frankrig lagdes ved siden af ophobningen af ædle metaller betydelig vægt på udviklingen af manufakturer og fabrikker. Ikke mindst lagde Colbert vægt på at fremme sådan virksomhed, der fremstillede luksusvarer fortrinsvis efterspurgt af monarken selv (gobeliner, tapeter, glas og lignende).

### Handelsbalancens betydning tiltager
I løbet af det 17. århundrede udvikledes en mere sammensat synsvinkel, end den enkle bullionisme var udtryk for. Forfattere så som Thomas Mun (1571-1641) anså den almindelige velstand i landet som værende vigtigst, og at beholdningen af ædle metaller ikke mere var det eneste udtryk for landets velstand, også råvarer og færdigvarer måtte spille ind. Mun, der arbejdede for English East India Compagny, argumenterede i Englands treasure by forraign trade, der udkom efter forfatterens død 1664, for, at eksport at ædle metaller kunne forsvares, dersom de derved indkøbte varer kunne videresælges til resten af Europa med et godt overskud. I forbindelse hermed erkendtes, at råvarer, der forædledes til færdigvarer af langt højere værdi, var stærkt medvirkende til at opbygge værdiformuer. Følgen blev, at råuld, der tidligere var blevet eksporteret i store mængder, nu i stedet skulle udnyttes i den hjemlige industri; for at fremme den hjemlige vareforædling blev rentenedsættelser anset for vigtige. Mere åbne men endnu merkantilistiske i deres tankegang fremtrådte noget senere Sir William Petty (1623—1687) og Sir Dudley North (1641-1691) med hans bemærkelsesværdige Discourse upon trade fra 1691.
På lignende måde anbefalede Montchrétien i Traicté de l'Oekonomie politique fra 1615 henholdsvis udvikling af skibsfarten, erhvervelse af kolonier og fremmede købmænds udvisning af landet.

### Kulminationen
Det blev den østrigske advokat Philipp Wilhelm von Hornick, der i bogen Österreich Über Alles, wann es Nur Will (Østrig over alt, hvis blot det vil) fra 1684 bedst formåede at på en dækkende måde opsummere den merkantilistiske tankegangs hovedpunkter:
- At hver tomme af et lands jord skal bruges til landbrug, bjergværksdrift eller vareforædling;
- At alle råvarer, der findes i et land, kan anvendes i den indenlandske produktion, da færdigvarer har en højere værdi end råvarer;
- At en stor, arbejdende befolkning bør fremmes;
- At al udførsel af guld og sølv forbydes, og at al indenlandsk mønt holdes i omløb;
- At al indførsel af udenlandske varer holdes mest muligt i ave;
- At når en vis vareindførsel er uundgåelig, skal det fortrinsvis ske ved at bytte med egne forædlede varer;
- At indførslen mest muligt begrænses til råvarer, der kan forædles i landet;
- At der til enhver tid skal søges at sælge landets overskud af forædlede varer til udlandet, helst mod guld og sølv;
- At indførsel af varer, som allerede findes i tilstrækkelig mængde i hjemlandet, skal forbydes.

Von Hornick er den eneste om hvem det kan siges, at han nogenlunde nåede at formulere tidens politik til en samlet handlingsplan og økonomisk politik.

### Sammenfatning
Som tiden gik, fandt den merkantilistiske politik fremgangsmåder, der kan sammenfattes i følgende punkter:
1. en nations rigdom beror først og fremmest på mængden af ædelt metal, der findes i landet: jo større pengemængde, desto større rigdom;
2. kilden til berigelse med møntmetaller er (foruden indenlandsk bjergværksdrift) udenrigshandel;
3. denne handel er desto fordelagtigere jo flere varer, udlandet køber, og jo færre varer, der indføres: »Bedre at betale en vare med to dalere, der bliver i landet, end med een, der går ud af det«, thi deraf affødes en gunstig handelsbalance;
4. der må tilstræbes at udføre færdigvarer og for disse tilbytte sig råstoffer, da forarbejdelsen inden for landets grænser giver en så meget større befolkning beskæftigelse; udførsel af råstoffer bør derfor begrænses;
5. Ind- og udførsel bør formidles ved landets egne købmænd og med dets egne skibe;
6. det må være en statsopgave at træffe forholdsregler, tjenlige til at øge befolkningens vækst for derigennem at skabe større tilgang på arbejdskraft og et udvidet hjemligt marked: jo tættere befolkning, desto større økonomisk blomstring;
7. for at opnå den størst mulige uafhængighed af fremmede lande er det af væsentlig betingelse at besidde kolonier, der kan afgive råstoffer og varer, det egne land ikke kan producere, samtidig med at dette derved udvider sit marked og befordrer sin skibsfart;
8. for at opnå alle disse formål må staten planmæssigt og med fast hånd gribe regulerende, kontrollerende og støttende ind i erhvervs- og næringslivet i alle dets former.

## Udformningen
Målt efter sine resultater fik merkantilismen en højst uens rolle for de forskellige lande; det kom i så henseende an på de enkelte landes industrielle og kommercielle forudsætninger, arten og omfanget af deres udenrigske handel og skibsfart, deres politiske udvikling, de centrale myndigheders magtvidde.

### Frankrig
Merkantilismen udvikledes først i Frankrig. Allerede i 1539 blev ved dekret forbudt at indføre uldvarer til Frankrig fra Spanien og dele af Flandern. Året efter blev lagt begrænsninger på udførsel af guldbarrer. I løbet af resten af det 16. århundrede gjordes yderligere tiltag for at beskytte fransk næringsliv. Højden i den merkantilistiske politik nåedes med Jean-Baptiste Colbert, der var fransk finansminister i 22 år i det 17. århundrede. En beskyttende politik blev ført for at begrænse indførsel og fremme udførsel. Virksomheder blev organiseret i lav og fik privilegier, produktionen blev underkastet et utal af direktiver. Til fremme for næringslivet blev udenlandske håndværkere lokket til landet. Desuden arbejdede Colbert for at fjerne indenrigske hindringer for handelen dels ved at nedskære indre takster, dels ved en omfattende udbygning af veje og kanaler. Disse tiltag førte til fremskridt for fransk forædlingsvirksomhed og økonomisk vækst, hvorimod forsøgene på at fremme Frankrigs rolle i den internationale søfart gav mindre gode udfald.

### England
Tidligt udviklede merkantilismen sig også i England. Fra slutningen af det 14. og gennem det 15. århundrede søgte Englands gennem sin lovgivning at fortrænge fremmede købmænd og hæve den nationale skibsfart, lige som der oprettedes stabelpladser for engelske varer i udlandet. Fra midten af det 16. århundrede begyndte merkantilismen her at udformes i tiltag, alle af handelspolitisk Indhold. Sin blomstring nåede merkantilismen med Cromwell, navnlig ved hans Navigationsakt af 1651, der skulle knuse det hollandske handelsvælde, og sikre, at varetransporten i engelske farvande skete med engelske skibe, hvilket tillige sikrede at omkostninger ved (rettelig: indtægten ved) fragt forblev hos hjemlandet; Navigation Act skulle forblive i kraft til 1844. Der indførtes told på indførte varer og gaves tilskud til vareudførsel. Ligeledes førte England en stærk kolonipolitik, i det man søgte at fastholde kolonierne i deres råvareforsynende rolle over for moderlandetgennem lovgivning. Dette førte til modsætninger med befolkningen i disse kolonier og må tillægges en hovedrolle som årsag til den amerikanske revolution. Taget som helhed bevirkede den engelske merkantilistiske politik imidlertid, at Storbritannien udviklede sig til en førende verdensmagt.
Et højdepunkt nåede den engelske politik med Navigation Act fra 1651, .

### Spanske nederlande
I Spanien og Holland fandtes fremragende teoretiske repræsentanter for merkantilismens lære, og disse landes politik, ydre som indre, faldt århundreder igennem helt ind under dens praksis.

### Tyskland
I Tyskland, der territorielt var opløst i talrige småstater, kom merkantilismen ikke til gennembrud på samme måde som i de foran nævnte lande. Først da systemet i disse var i tilbagegang, nåede det her frem, men da til en betydningsfuld efterblomstring, navnlig under Frederik den Store af Preussen, idet vejen derfor blev brudt ved forfattere og værker som J. J. Becher: Politischer Discurs fra 1668, Hornigk: Öesterreich uber alles fra 1684 og Schröder: Schatz- und Rentekammer 1686.

## Kritik
Det, der i særlig grad prægede den merkantilistiske tankegang, var den overdrevne vægt, man lagde på beholdningen af ædle metaller. Denne for merkantilismen særegne opvurdering af pengenes betydning var sket under indtryk af virkningen af den stærke forøgelse i Europas ædelmetalforråd, som indtrådte efter Amerikas opdagelse. Metalstrømmen fandt først vej til Spanien og gjorde for en tid dette land til Europas rigeste og mægtigste stat, og herfra spredte den sig gennem handelen til de øvrige europæiske lande. Man misforstod imidlertid årsagssammenhængen: Spaniens voksende rigdom stammede simpelt hen fra den store fortjeneste, hvormed det erhvervede metal kunne afsættes til andre lande. Prisen på sølv var på dette tidspunkt meget høj i Europa, og driften af de rige amerikanske sølvminer var i høj grad lønnende. Det var ikke ganske ubegrundet, at interessen under de daværende forhold særligt knyttede sig til ophobningen af ædelmetaller: i de fleste lande herskede endnu den fra middelalderen overleverede naturaløkonomi, og så længe, dette system var rådende, var man i det væsentlige udelukket fra at opnå de fordele, som gennemførelse af arbejdsdeling kunne bringe. Nu løstes imidlertid med pengeøkonomiens fremtrængen de bundne kræfter, og med den voksende handel indlededes den omordning af samfundene efter arbejdsdelingens princip, som er fortsat siden. Erkendelsen heraf lader sig imidlertid ikke almindeliggøre derhen, at en pengeforøgelse altid afsætter sådanne, heldbringende virkninger. Øges pengemængden ud over, hvad der under de givne forhold tiltrænges, er den naturligste brug, som kan gøres af det overskydende, at udføre og ombytte det mod mere nyttige ting. At hindre dette, er unaturligt og i længden også umuligt. Øges pengemængden, vil pengenes værdi falde i forhold til andre varer, og pengene vil da efterhånden søge ud af landet derhen, hvor der hersker knaphed, og hvor deres værdi følgelig er højere.

## Afviklingen
Skønt merkantilismen havde fundet en af sine stærkest udviklede former i England, blev det også først i England, at den blev udsat for kritik. Allerede Petty og North fremsatte anskuelser, der peger ud over merkantilismens horisont. I endnu højere grad skete dette hos Davenant, navnlig i hans Considerations upon the East India trade fra 1701. Men kritisk tilintetgørende både over for merkantilismens synsmåder og handelspolitiske praksis kom først med Adam Smiths epokegørende The Wealth of Nations fra 1776, der grundlagde en ny og dybere opfattelse af nationernes økonomiske liv og af lovene for samfundsvelstandens opståen og vækst. Smiths liberalisme advokerede frihandel og samhandel i stedet for protektionisme i form af høje toldsatser og handelsblokader og understregede, at frihandel i sidste ende førte til højere velstand end merkantilismens "guldhamstring", og hvad der måtte gøres for at tillade denne "hamstring".
Af andre økonomer, der støttede Smiths teser, var bl.a. David Ricardo, der var fortaler for samhandel, også selv om ens land tilsyneladende har underudviklede produktionsmetoder i forhold til en nabo. Dette skyldes, at nettoresultatet i sidste ende vil være højnet velstand, og øget vækst, som vil bringe de to samhandlende lande på niveau med hinanden, hvad angår rigdom og produktionsmetoder.